# Patrick Rosso
Patrick Rosso (6 de mayo de 1969) es un deportista francés que compitió en judo. Ganó dos medallas en el Campeonato Europeo de Judo en los años 1993 y 1994.

## Palmarés internacional
| Campeonato Europeo | Campeonato Europeo | Campeonato Europeo | Campeonato Europeo |
| Año                | Lugar              | Medalla            | Categoría          |
| ------------------ | ------------------ | ------------------ | ------------------ |
| 1993               | Atenas (Grecia)    | Medalla de bronce  | –71 kg             |
| 1994               | Gdańsk (Polonia)   | Medalla de plata   | –71 kg             |